# Hook Line & Sinker
Hook Line & Sinker è un album di Bunny Wailer, pubblicato dalla Solomonic Records nel 1982. Il disco fu registrato dal gennaio al marzo del 1982 al Dynamic Sounds Studio di Kingston, Jamaica.

## Tracce
Lato A
1. Riding – 6:18 (Bunny Wailer)
2. Hook Line 'n' Sinker – 5:59 (Bunny Wailer)
3. Soul Rocking Party – 6:21 (Bunny Wailer)

Lato B
1. The Monkey – 3:58 (D. Bartholamue, Bunny Wailer)
2. Swap Shop – 5:51 (Bunny Wailer)
3. Simmer Down – 3:36 (Bunny Wailer)
4. Back to School – 4:33 (Bunny Wailer)

## Musicisti
- Bunny Wailer - voce, batteria elettronica (syn drums e funde drums), percussioni, arrangiamenti
- Gibby (Leebert Morrison) - chitarra solista, chitarra ritmica, basso
- Earl Chinna Smith - chitarra ritmica
- Dwight Pinkney - chitarra ritmica
- Keith Sterling - tastiere
- Harold Butler - tastiere
- Dean Frazier - strumenti a fiato
- Junior Chico Chin - strumenti a fiato
- Ronald Nambo Robinson - strumenti a fiato
- Robbie Shakespeare - basso
- Sly Dunbar - batteria
- Carl Bridge Ayton - batteria
- Manuel Richards - batteria
- Uziah Sticky Thompson - percussioni